# Aya Pedersen
Aya Pedersen (fl. XX secolo) è stata una schermitrice danese, vincitrice di una medaglia di bronzo ai campionati mondiali di scherma.